# 電氣道市政大廈

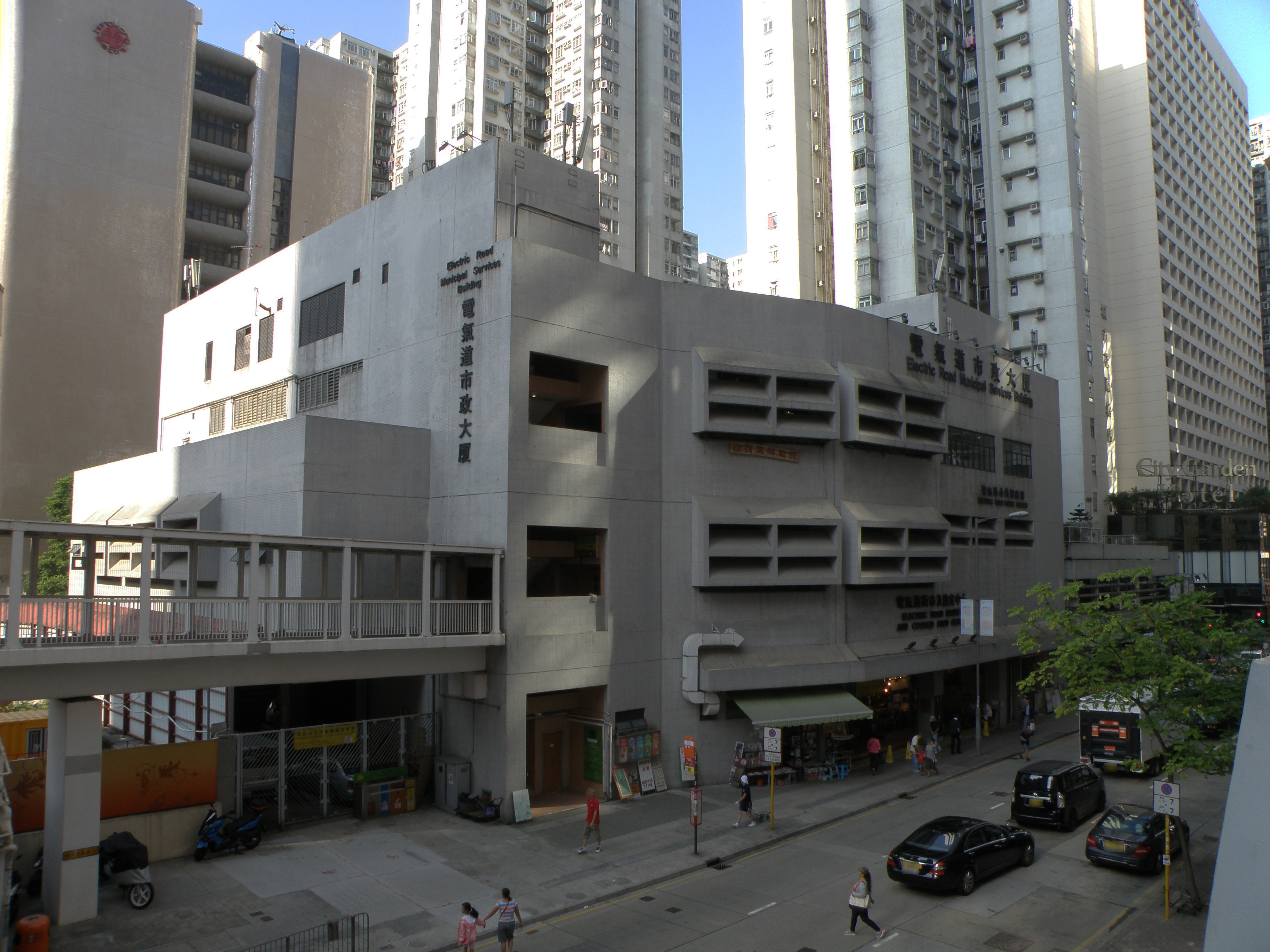
電氣道市政大廈全貌

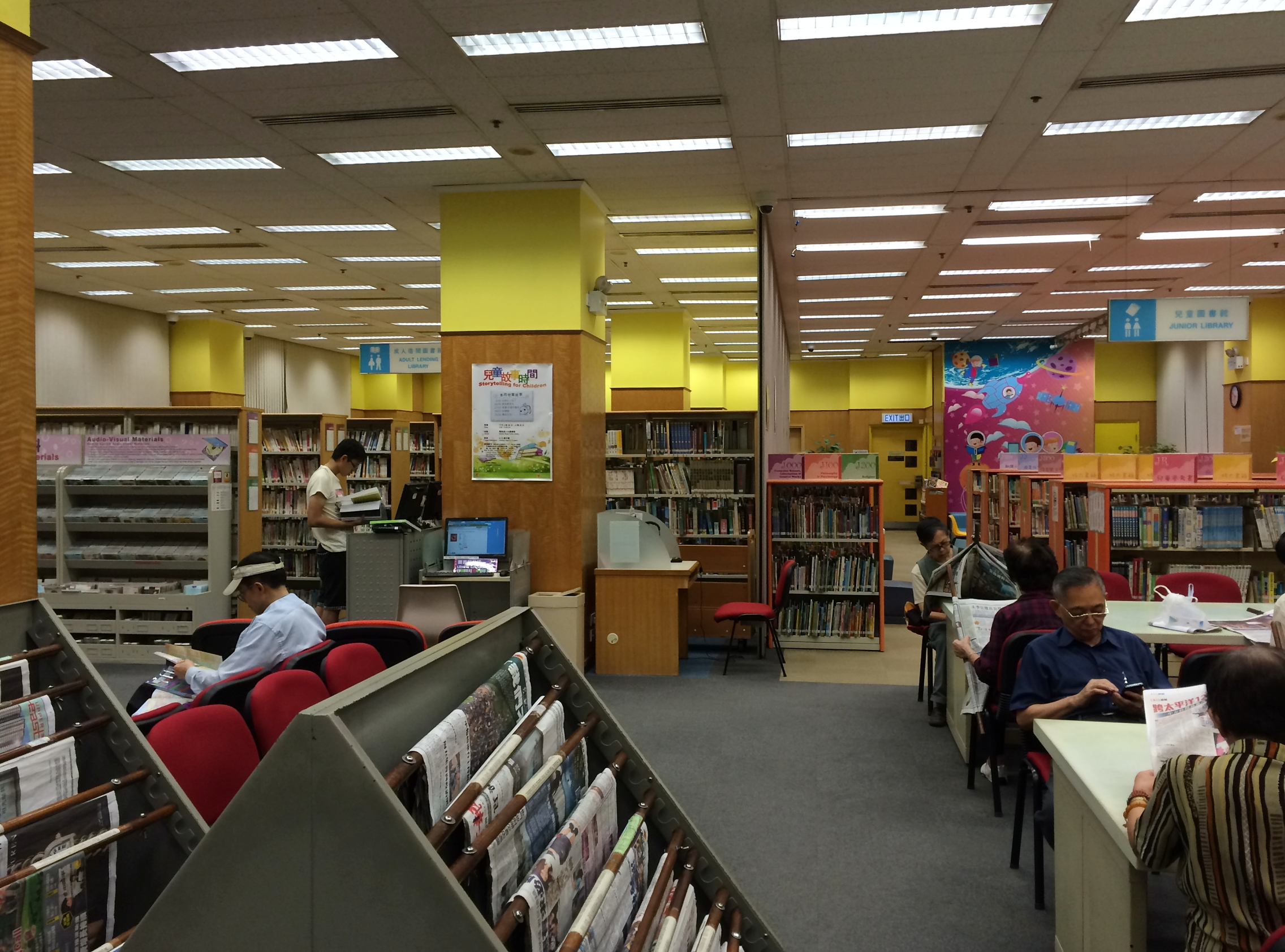
電氣道公共圖書館

電氣道市政大廈（英語：Electric Road Municipal Services Building）是香港東區炮台山電氣道229號的一座多用途的市政大樓，設有街市及公共圖書館等設施，背靠城市花園，於1994年5月26日啟用。

## 設施
- 電氣道街市：地下及2樓為街市，設有96個檔位；2樓為熟食中心，設有約十多個檔位。
- 電氣道公共圖書館：位於2樓，為一小型圖書館。